# Metoda Gundersena
Metoda Gundersena – metoda rozgrywania zawodów w kombinacji norweskiej, która znacząco zmieniła obraz tego sportu. Nazwa tej metody pochodzi od nazwiska jej autora, norweskiego zawodnika Gundera Gundersena.
Wcześniej jako pierwszy rozgrywano bieg na dystansie 10 km, a następnie jedną lub dwie serie skoków. Według metody Gundersena najpierw przeprowadza się dwie serie skoków, na dużej lub normalnej skoczni. Do drugiej serii przechodzi 35 zawodników. Różnice w porównaniu z zawodami w skokach narciarskich to punktowanie odległości. W kombinacji 1 metr to 1,5 pkt. na skoczni dużej, a na normalnej 1 metr to 2 pkt.
Po skokach rozgrywany jest bieg na dystansie 15 km. Punkty po skokach przeliczane są na różnice czasowe według przelicznika 15 punktów = 1 minuta. Zawodnicy startują według kolejności zajętej w skokach. Metodę tę po raz pierwszy zastosowano w latach 80. XX wieku.
Od sezonu 2008/2009 zawody metodą Gundersena rozgrywane są w ten sposób, iż najpierw odbywa się jedna seria skoków na skoczni normalnej lub dużej, a potem bieg na dystansie 10 km.